# 다중지표
수학에서 다중지표(多重指標, 영어: multi-index)는 자연수의 튜플이다. 다변수 미적분학에서 복잡한 미분 연산자를 간략히 표기하기 위하여 쓰인다.

## 정의
n차원 다중지표 {\displaystyle I=(I_{1},I_{2},\dots ,I_{n})}은 {\displaystyle \mathbb {N} ^{n}}의 원소다. 즉, {\displaystyle n}개의 음이 아닌 정수들의 수열이다. 다중지표들은 덧셈에 대하여 모노이드를 이룬다. 다중지표의 절댓값은 그 성분들의 합이다.
{\displaystyle |I|=\sum _{i=1}^{n}I_{i}\in \mathbb {N} }

### 조합론
다중지표의 계승은 각 성분들의 계승들의 곱이다.
{\displaystyle I!=\prod _{i=1}^{n}I_{i}!}
이를 통해, 다중지표의 이항계수도 정의할 수 있다.
{\displaystyle {\binom {I}{J}}={\frac {I!}{J!(I-J)!}}=\prod _{i=1}^{n}{\binom {I_{i}}{J_{i}}}}

### 다변수 미적분학
{\displaystyle x=(x_{1},x_{2},\dots ,x_{n})}이 {\displaystyle n}개의 변수들의 튜플이라고 하자. 만약 다중지표 {\displaystyle I\in \mathbb {N} ^{n}}이 주어졌다면, 다중지표로의 지수를 다음과 같이 정의한다.
{\displaystyle x^{I}=x_{1}^{I_{1}}x_{2}^{I_{2}}\dotsb x_{n}^{I_{n}}}
마찬가지로, {\displaystyle n}차원 매끄러운 다양체의 국소좌표계 {\displaystyle (\partial /\partial x^{1},\partial /\partial x^{2},\dots ,\partial /\partial x^{n})}이 주어졌다면, 다중지표에 대한 편미분을 다음과 같이 정의한다.
{\displaystyle \partial _{I}={\frac {\partial }{\partial x^{I}}}={\frac {\partial ^{I_{1}}}{(\partial x^{1})^{I_{1}}}}{\frac {\partial ^{I_{2}}}{(\partial x^{2})^{I_{2}}}}\dotsb {\frac {\partial ^{I_{n}}}{(\partial x^{n})^{I_{n}}}}}

## 같이 보기
- 아인슈타인 표기법